# Alexander Denny
Alexander James Denny, né le 12 avril 2000 à Macclesfield (Angleterre), est un footballeur anglais qui évolue au poste de milieu de terrain.

## Biographie

### En club
Formé à Everton, il fait ses débuts le 7 décembre 2017, lors d'un match contre l'Apollon Limassol en Ligue Europa.

### En équipe nationale
Avec les moins de 17 ans, il participe au championnat d'Europe des moins de 17 ans en 2017. Lors de cette compétition, il est gardien titulaire et joue six matchs. L’Angleterre atteint la finale de ce tournoi, en étant battue par l'Espagne après une séance de tirs au but.
Il dispute ensuite quelques mois plus tard la Coupe du monde des moins de 17 ans organisée en Inde. Cette fois-ci, les Anglais prennent leur revanche en battant les Espagnols en finale. Toutefois, Denny reste sur le banc des remplaçants tout au long de la compétition.

## Palmarès
- Finaliste du championnat d'Europe des moins de 17 ans en 2017 avec l'équipe d'Angleterre des moins de 17 ans